# 臨月の娘
『臨月の娘』（りんげつのむすめ）は、テレビ朝日系列で、2010年3月6日24:45 - 25:40（JST）に放送された単発テレビドラマである。第9回テレビ朝日21世紀新人シナリオ大賞作品。視聴率4.2%。
本作品について選考委員は「ありふれた世界、オーソドックスな骨格ながら、生き生きと面白く描かれており」「落ちまでよく出来ている」と評価している。
　

## 概要
10年前妻子を捨て新しい女と一緒になるも、その生活も破綻し今は独り栃木で暮らしている男。そんな男に、娘から「会いたい」との知らせが入る。
16歳ながら臨月を迎えたひとり娘と、不器用な父親との10年ぶりの交流を描く。

## キャスト
- 梅村省三：筧利夫

本ドラマの主人公。建設会社に勤めるサラリーマン。
- 真野千鶴：桐谷美玲 / 幼少：畠山彩奈

省三の娘。
- 多田政春：石井康太（やるせなす）

省三の部下。
- 高木キヨシ：若葉竜也

千鶴を孕ませた元彼。
- 渥美レイコ：岡本玲

キヨシの新しい女。
- 高橋誠二：松島庄汰

千鶴の同級生。

## スタッフ
- 脚本：小山ひとみ
- 演出：常廣丈太（テレビ朝日）
- タイトル題字：桐谷美玲
- サウンドデザイン：石井和之
- 技術協力：テイクシステムズ
- 美術協力：テレビ朝日クリエイト
- 照明協力：共立ライティング
- 編集：ビーグル
- MA：ブル
- 制作協力：イン・ナップ
- プロデューサー：川西琢（テレビ朝日）、壁谷悌之（泉放送制作）
- 制作プロダクション：泉放送制作
- 制作著作：テレビ朝日